# Overijssel
Overijssel (nizozemsko: [ˌoːvərˈɛisəl] (), dob. 'Zgornji IJssel'; nizkonemško Oaveriessel [ˌɒːvərˈiːsl̩]; nemško Oberyssel) je provinca Nizozemske v vzhodnem delu države. Ime province pomeni »čez reko IJssel« z vidika Knezo-škofije Utrecht, ki jo je imela do leta 1528. Glavno mesto Overijssel je Zwolle (127.497 prebivalcev ), največje mesto pa je Enschede (158.986 prebivalcev). Novembra 2019 je provinca imela 1.162.215 prebivalcev.

## Geografija
Overijssel meji na Nemčijo (Spodnja Saška in Severno Porenje - Vestfalija) na vzhodu, regijo Achterhoek v Gelderlandu na jugu, regijo Veluwe v Gelderlandu in Flevolandu na zahodu ter Frizijo in nekdanje barje Drenthe na severu. Overijssel obsega tri regije: Kop van Overijssel na severozahodu, Salland v središču province in Twente na vzhodu. Poleg glavnega mesta Zwolle so druga večja mesta še Almelo, Deventer, Hengelo, Enschede in Kampen.
Na jugovzhodu je pokrajina province večinoma peščena, prepredena z majhnimi rekami, kot sta Regge in Dinkel ter drugimi potoki. Na severozahodu v geologiji prevladujejo sedimenti iz Overijsselse Vecht in glina. Severne dele so nekoč pokrivala šotna (barja), ki so ločevala suho in bolj obdelovalno območje južno od Drentheja in ki so šoto v veliki meri izkoriščali kot gorivo. Danes so ohranjene le majhne zaplate ( Engbertsdijksvenen blizu Geesterena, Witteveen (blizu Haaksbergna ) in Aamsveen (blizu Enschedeja ). Na skrajnem severozahodu prevladuje sistem jezer, ki je nastal zaradi nekdanjega izkopavanja šote in je zaščiten kot narodni park De Weerribben-Wieden, ki je dragoceno mokrišče.
Najvišja točka v Overijsslu je vrh Tankenberg, hrib v občini Losser, s 85 metri. Najnižja točka je v Mastenbroek polderju pri Kampenu na -2 m pod morsko gladino.
Pomembne reke : IJssel, Zwarte Water, Overijsselse Vecht, Dinkel, Regge in Reest.
Glavni kanali : Twentekanaal (odcep Enschede in Zutphen do Almela), Overijssels Kanaal, Kanaal Almelo-De Haandrik, Kanaal Almelo-Nordhorn (na prostem) in Dedemsvaart (večinoma opuščen).

### Podnebje
Overijssel ima oceansko podnebje (Cfb po Köppnovi podnebni klasifikaciji ). Vendar pa so zime zaradi oddaljenosti od obale hujše kot v preostalih delih Nizozemske.

## Zgodovina

### Oversticht
Overijssel je bil prej znan kot Oversticht in je vključeval tudi večino današnje province Drenthe. Leta 1336 je območje postalo del Geldersa, čeprav je bilo leta 1347 predano 
knezo-škofiji v Utrechtu. Škofje so leta 1528 odstopili Oversticht cesarju Karlu V., ki se je imenoval za gospoda Overijssela, po latinskem imenu Oversticht, znanem od leta 1233: Transysla ali Transisalania ali Over-IJssel, to je druga stran reke IJssel. Ljudstvo se je pridružilo drugim Nizozemcem in se uprlo Karlovemu dediču Filipu II. Overijssel so začeli voditi najvplivnejši župani in gospodje v provinci, vključno z podguvernerjem Nicolaasom Schmelzingom (1561-1629).
Po kratki okupaciji sil münsterskega škofa (1672–74) je Overijssel prejel novo obliko vlade, ki je namestnikom (stadtholderjem)  podelila več moči. Razširjen odpor proti povečani moči po provincah je sčasoma privedel do ustanovitve Batavske republike leta 1795. Nastala je centralistična vlada in Nizozemska je bila organizirana v vrsto departmajev, ki so temeljili na tistih, ki jih je uporabljala revolucionarna Francija.

### Overijssel
Sprva je bil organiziran v lastnem departmaju, leta 1798 pa je bil združen z Drenthejem v Ouden IJssel, ki se je leta 1801 preimenoval v Overijssel.
Francozi so leta 1810 priključili Batavsko republiko in Overijssel je bil organiziran v nov francoski departma Bouches-de-l'Yssel. Po porazu Napoleona leta 1814 sta bili ponovno ustvarjeni Kraljevina Nizozemska in nekdanja provinca Overijssel.
Overijssel je med drugo svetovno vojno od maja 1940 do osvoboditve aprila 1945 okupirala nacistična Nemčija. Noordoostpolder, pridobljeno (morju iztrgano) ozemlje, ki je bilo leta 1942 izsušeno, je bilo del Overijssela od leta 1962 do leta 1986, ko je postalo del novoustanovljene province Flevoland.

## Politika
Kraljevi komisar Overijssela je od 11. julija 2018 Andries Heidema (CU). Kraljevi komisar je predsednik Provincial-Executive (izvršilne veje oblasti) in State-Provincial (izvoljene zakonodajne oblasti) province.
Deželni svet, splošna vlada province, sestavlja 47 članov , ki so izvoljeni vsaka štiri leta. Do državnih volitev marca 2007 je imel Overijssel 63 poslancev. Zaradi spremembe zakona o provincah se je skupno število poslancev na Nizozemskem zmanjšalo s 764 na sedanjih 564.

## Gospodarstvo
Bruto domači proizvod (BDP) regije je leta 2018 znašal 43,2 milijarde €, kar je predstavljalo 5,6 % nizozemske gospodarske proizvodnje. BDP na prebivalca, prilagojen glede na kupno moč, je v istem letu znašal 32.700 € ali 108 % povprečja EU27. 
Pokrajina je postala visoko industrializirana. Okrožje Twente na jugovzhodu, kjer so predenje, tkanje in beljenje bombaža začeli uvajati v 19. stoletju, je eno glavnih središč nizozemske tekstilne industrije. Glavna središča so Enschede, Almelo, Hengelo in Oldenzaal. Druga pomembna industrijska središča so Deventer, Kampen in Zwolle.
Overijssel je pomembna tranzitna provinca v in iz Nemčije ter severovzhodne Nizozemske. V Overijsselu so tri glavne avtoceste, A1, A28 in A35/N35. Druge glavne magistralne ceste so N18, A32, N36, N48 in N50. Poleg tega pokrajina upravlja veliko število deželnih cest večjega in manjšega pomena. 

### Železniško omrežje
Štiri medmestne povezave (Enschede-Randstad, Zwolle - Roosendaal in Groningen/Leeuwarden-Amersfoort-Randstad ter Groningen/Leeuwarden-Lelystad-Randstad) tečejo skozi Overijssel. Železniška postaja Zwolle igra vlogo železniškega vozlišča. Postaje Hengelo, Enschede in Oldenzaal imajo neposredno povezavo z Nemčijo. 

### Letališče
Glavno letališče v Overijsslu je letališče Enschede Twente, ki se nahaja zunaj Enschedeja. Letališče trenutno ne ponuja nobenih mednarodnih letov, čeprav jih je v preteklosti.

### Vodne poti
Zaradi svoje lege na reki IJssel ima Overijssel številne velike mostove. Najpomembnejši je IJsselbrug pri Zwolleju, pomemben pa je tudi IJsselbrug pri Deventerju. To so tudi najbolj obremenjene ceste v pokrajini. Pri Kampenu N50 prečka IJssel. Kampen ima tudi dva mostova čez IJssel. Drugi mostovi čez IJssel so pri Zwolleju Oude IJsselbrug in železniški most čez IJssel ter pri Deventerju železniški in cestni most. Poleg teh mostov je reko IJssel na številnih mestih mogoče prečkati tudi s številnimi trajekti.

## Občine

### Seznam občin
- Severni Overijssel
  -  Dalfsen (3)
  -  Hardenberg (8)
  -  Kampen (12)
  -  Ommen (16)
  -  Staphorst (19)
  -  Steenwijkerland (20)
  -  Zwartewaterland (24)
  -  Zwolle (25)
- Jugozahodni Overijssel
  -  Deventer (5)
  -  Olst-Wijhe (15)
  -  Raalte (17)

- Twente
  -  Almelo (1)
  -  Borne (2)
  -  Dinkelland (4)
  -  Enschede (6)
  -  Haaksbergen (7)
  -  Hellendoorn (9)
  -  Hengelo (10)
  -  Hof van Twente (11)
  -  Losser (13)
  -  Oldenzaal (14)
  -  Rijssen-Holten (18)
  -  Tubbergen (21)
  -  Twenterand (22)
  -  Wierden (23)

Overijssel je razdeljen na 25 občin. Do 1. januarja 2001 jih je bilo še 44, po uveljavitvi občinske prekvalifikacije pa se je število zmanjšalo na 26. 1. januarja 2005 sta bili občini Deventer in Bathmen združeni (pod imenom Deventer), s čimer se je število občin zmanjšalo na 25.
 

## Foto galerija
- Glavni trg v Zwolleju, glavnem mestu pokrajine
- Bergkerk z ulice Bergstraat, Deventer
- Kanal v Giethoornu
- Steenwijk
- Vodni stolp v stavbi Jannink v Enschedeju
- Svetilnik Overijssel v Olstu